# Johan Rapp (fotbollsspelare)
 Johan Rapp, född 8 februari 2001, är en svensk fotbollsspelare som spelar för IFK Värnamo.

## Klubblagskarriär
Johan Rapps moderklubb är Västra Ingelstad IS, vilka han började spela för som sexåring. Som 13-åring gjorde han flytten till Malmö FF.
Den 11 februari 2020 gjorde Rapp sin A-lagsdebut för Malmö FF i en träningsmatch mot Varbergs BoIS. Under våren och sommaren som följde provspelade Rapp med både Mjällby AIF och Landskrona BoIS, i augusti skrev han också på ett två och ett halvt år långt kontrakt med de sistnämnda.
Debuten i Landskrona BoIS avverkades den 3 oktober 2020, när BoIS besegrade Skövde AIK med 3-2. Totalt gjorde Rapp nio framträdanden i Ettan Södra när Landskrona BoIS nådde en andraplats och därefter besegrade Dalkurd FF i kvalet till Superettan.
I premiären av Superettan 2021 gjorde Rapp sitt första framträdande i svensk elitfotboll, då han stod för ett sent inhopp i 2-0-segern mot IFK Värnamo den 10 april 2021. Under sommaren förlängde han sitt kontrakt med Landskrona BoIS över säsongen 2023.
I februari 2024 värvades Rapp av IFK Värnamo, där han skrev på ett 3,5-årskontrakt.

## Landslagskarriär
Johan Rapp debuterade i Sveriges P19-landslag i 1-0-segern mot Tjeckien den 13 oktober 2018. Den 15 januari 2020 gjorde han även en inofficiell P20-landskamp mot Anorthosis Famagusta.

## Personligt
Johan Rapp är uppvuxen i Västra Ingelstad, i Vellinge kommun. Han är en av tre spelare födda 2001 från det lilla samhället som nått elitfotbollen, de andra två är Albin Sundgren och Linus Borgström som han även spelade tillsammans med i Malmö FF.

## Karriärstatistik
| Klubb              | Säsong             | Liga               | Liga    | Liga | Nationell cup | Nationell cup | Övrigt  | Övrigt | Totalt  | Totalt |
| Klubb              | Säsong             | Division           | Matcher | Mål  | Matcher       | Mål           | Matcher | Mål    | Matcher | Mål    |
| ------------------ | ------------------ | ------------------ | ------- | ---- | ------------- | ------------- | ------- | ------ | ------- | ------ |
| Landskrona BoIS    | 2020               | Ettan Södra        | 9       | 0    | 0             | 0             | 1       | 0      | 10      | 0      |
| Landskrona BoIS    | 2021               | Superettan         | 24      | 1    | 2             | 0             | —       | —      | 26      | 1      |
| Landskrona BoIS    | 2022               | Superettan         | 28      | 2    | 2             | 0             | —       | —      | 30      | 2      |
| Landskrona BoIS    | 2023               | Superettan         | 29      | 1    | 4             | 0             | —       | —      | 33      | 1      |
| Landskrona BoIS    | Totalt             | Totalt             | 90      | 4    | 8             | 0             | 1       | 0      | 99      | 4      |
| IFK Värnamo        | 2024               | Allsvenskan        | 3       | 0    | 2             | 0             | —       | —      | 5       | 0      |
| Totalt i karriären | Totalt i karriären | Totalt i karriären | 93      | 4    | 10            | 0             | 1       | 0      | 104     | 4      |

1. ↑  Uppflyttningskvalmatch mot Dalkurd FF.[12]

## Meriter
Landskrona BoIS
- Andraplats i Ettan Södra (1), 2020.